# 上克季區
58°26′22″N 85°03′10″E / 58.43944°N 85.05278°E
上克季區（俄语：Верхнекетский район），是俄羅斯的一個區，位於該國中南部，由托木斯克州負責管轄，面積43,348.9平方公里，2010年人口17,052，人口密度每平方公里0.39人。